# The Willis Brothers
The Willis Brothers waren eine aus drei Brüdern bestehende US-amerikanische Country-Musik-Gruppe aus Oklahoma.

## Geschichte
Die Brüder Joe, James und Charles Willis spielten mit Webb „Robber Baron“ Cardwell ab den frühen 1930er Jahren unter dem Namen Willis Brothers and the Oklahoma Wranglers zusammen. Nach seiner Hochzeit 1939 verließ der älteste Bruder Joe die Gruppe. 1958 verließ Webb die Band und wurde durch John Willis ersetzt. Nach Kriegsende traten die Brüder unter leicht abweichenden Namen wie Guy Willis and his Oklahoma Wranglers oder Willis Brothers Trio in der Grand Ole Opry auf.
Für Sterling Records nahmen die Brüder 1946 als Begleitband für Hank Williams auf, gingen auf Tournee mit Eddy Arnold und ließen den Zusatz Oklahoma Wranglers endgültig fallen. Die Willis Brothers nahmen für Mercury Records, Coral, RCA und Starday auf. 1964 landeten die Brüder mit dem Titel Give Me Forty Acres einen Top-Ten-Country-Hit in den USA und erreichten in Kanada sogar Platz 1 der Country-Charts. Für Metronome Records spielten die Brüder zwei Singles auf Deutsch ein. 1965 spielten die Brüder in dem Musikfilm Forty Acre Feud neben Loretta Lynn, Ferlin Husky und George Jones.
Nach dem Tod der Brüder Skeeter 1976 und Guy 1981 spielte Vic mit den Musikern C. W. Mitchell und Curtis Young als Vic Willis Trio. Das Trio spielte bis 1995 als fester Bestandteil der Opry, bis Vic im Alter von 73 Jahren bei einem Autounfall ums Leben kam.

## Diskografie

### Singles
- 1947: Old Indians never die / Came the Dawn
- 1947: I don't know / Wrangler Boogie
- 1952: Flyin' Saucer Baby / I may be Lonesome
- 1953: Somebody Mentioned Your Name / Alimony
- 1954: Honey-Bee / Hillbilly Gaucho
- 1954: Long Gone / Eat a little more
- 1954: Lonesome Polecat / 	Who Pptt Tobacky (On Tessie's Wedding Gown)
- 1960: Billy the Kid / Pretty Diamonds
- 1961: Big Daddy / It's The Miles
- 1961: Y'All Come / Little Footprints in the Snow
- 1961: Everlovin' Dixieland / Pretty Diamonds
- 1961: Everlovin' Dixieland / Tattooed Lady
- 1962: Morning Glory / Yankee Dollar
- 1962: Sally's Bangs / Honey, do you love your Man
- 1963: Who's next on your list / Truck Driver's Queen
- 1963: Pvt. Lee / Ax Cabin
- 1963: Y'all come / Tumbling Tumbleweeds
- 1964: Love thy Neighbor / Swing til my Rope breaks
- 1964: Give me 40 Acres (To turn this Rig around) / Gonna buy me a Juke Box
- 1964: Blazing Smokestack / Too early to get up
- 1964: Schönes Mädchen vom Red River Valley / Dreimal genügt in Tennessee
- 1964: Country Music Time (EP)
- 1965: A six foot two by four / Strange old Town
- 1965: Pinball Anonymous / When I come driving thru
- 1966: Ain't it funny (What a little Drink can do)	/ Goin' to Town
- 1966: Three Sheets in the Wind / Waltzing with Sin
- 1967: Somebody knows my Dog / The End of the Road
- 1967: Bob / Show her lots of Gold
- 1968: Moonlight ride in a Diesel / Diesel drivin' Donut dunkin' Dan
- 1969: My Ramblin' Boy / Alcohol and #2 Deisel
- 1970: Nashville's Ace in the Hole / There goes my Farm
- 1970: Drivin's in my Blood / Ode to Big Joe
- 1970: Women's Liberation / For the good times
- 1970: Gypsy Rose and Me / Cold North Wind
- 1973: Truck Stop / Bow-Legged Sally

### Alben
- 1962: In Action
- 1963: The Code of the West
- 1965: Give Me Forty Acres
- 1965: Road Stop – Juke Box Hits
- 1966: Wild Side of Life
- 1966: Goin' to Town
- 1967: Bob and another Songs to make the Juke Box play
- 1968: Hey Mr. Truck Driver
- 1969: Bummin' Around
- 1970: The Best
- 1971: For the Good Times at the Grand Ole Opry
- 1977: The Return of „The Singing Cowboy“ (with Johnny Bond)
- 1977: The Singing Cowboy rides again (with Johnny Bond)